# 214 Aschera
214 Aschera je  asteroid glavnog pojasa. Spada u klasu asteroida E-tipa, što znači da ima vrlo visok albedo. Ashera ima jednu od nasvjetlijih površina među asteroidima.
Asteroid je 29. veljače 1880. iz Pule otkrio Johann Palisa, a nazvao ju je po Sidonijskoj, božici Ascheri.
… | 213 Lilaea | 214 Aschera | 215 Oenone | …